# Free Standards Group
De Free Standards Group (FSG) was een industrieel non-profit consortium dat opgericht werd op 8 mei 2000 in San Francisco met de bedoeling om open source standaarden te specificeren en de acceptatie ervan te stimuleren.
Alle standaarden die door de Free Standards Group werden ontwikkeld zijn vrij verspreidbaar onder de GNU-licentie voor vrije documentatie. Voorbeeldimplementaties en andere software werden vrijgegeven als vrije software.
Op 22 januari 2007 fuseerden de Free Standards Group en Open Source Development Labs (OSDL) tot de Linux Foundation, waarbij ze hun focus beperkten tot het promoten van Linux.

## Werkgroepen
FSG was verantwoordelijk voor de volgende werkgroepen:
- De Linux Standard Base (LSB), een set interfacestandaarden om de portabiliteit van applicaties over verschillende Linux-versies en -distributies te bevorderen.[4]
- Het Open Internationalization Initiative (OpenI18N), een standaard die een basis creëert voor taalglobalisering van compatibele distributies en applicaties
- De Linux Assigned Names and Numbers Authority (LANANA)
- OpenPrinting, het creëren van een IPP-gebaseerde printerarchitectuur voor Linux- en Unix-gebaseerde besturingssystemen
- Accessibility, het ontwikkelen van toegankelijkheidsstandaarden voor gratis en open source-platforms
- Open Cluster, het definiëren van een set clusterinterfacestandaarden
- Het DWARF-standaardformaat voor te debuggen

In 2007 werd de verantwoordelijkheid voor deze werkgroepen overgedragen aan de Linux Foundation.

## Industriële leden
- Advanced Micro Devices
- Dell
- Hewlett-Packard
- Intel Corporation
- International Business Machines
- Mandriva
- Miracle Linux
- Google
- MontaVista
- Oracle Corporation
- Red Hat
- SCO Group
- Sun Microsystems
- Novell (door de overname van SUSE)
- Turbolinux
- VA Software

## Non-profit leden
- Japan Linux Association (JLA)
- Linux International (LI)
- Linux Professional Institute (LPI)
- Open Source Development Labs (OSDL)
- PC Open Architecture Developers' Group (OADG)
- Software in the Public Interest (SPI)
- Software Liberty Association of Taiwan (SLAT)
- The Open Group
- USENIX Association

De Free Standards Group kende ook individuele leden. De raad van bestuur werd jaarlijks door alle leden gekozen.